# Chiesa di Sant'Elpidio (Casapulla)
La chiesa di Sant'Elpidio è la parrocchiale di Casapulla, in provincia di Caserta e arcidiocesi di Capua; fa parte della forania Tifatina.

## Storia
Il primitivo luogo di culto cristiano venne fondato nel V secolo da sant'Elpidio sui resti di un precedente tempio pagano consacrato al culto del dio Apollo.
Questa chiesa si trova menzionata in un atto recante la data del 1156 e poi in una bolla del 1173 di papa Alessandro III; a partire dal Trecento le menzioni di essa si fanno più frequenti e, se nel 1319 è attestata come "diaconia", nel 1375 è citata come "rettoria".
Il 26 luglio 1467 venne impartita la consacrazione del luogo di culto dal vescovo di Calvi Angelo Mazziotta su delega dell'arcivescovo di Capua Giordano Caetani.
Nel 1789 presero avvio i lavori di ricostruzione pressoché integrale della parrocchiale; l'edificio, disegnato dall'architetto Domenico Brunelli, venne portato a compimento nel 1791, mentre la facciata fu terminata solo nel 1811.
Durante la seconda metà del Novecento vennero condotti a più riprese numerosi interventi di restauro e di risistemazione; nel 1997 fu eseguito l'adeguamento liturgico secondo le usanze postconciliari mediante l'aggiunta dell'altare rivolto verso l'assemblea e dell'ambone.
Le coperture della chiesa vennero interessate da un rifacimento nel 2002, mentre tra il 2006 e il 2007 si procedette alla realizzazione di alcuni restauri e all'installazione di nuove vetrate artistiche.

## Descrizione

### Esterno
La facciata a salienti della chiesa, rivolta a oriente, è suddivisa da una cornice marcapiano in due registri, entrambi scanditi da lesene: quello inferiore, più largo, presenta al centro il portale maggiore architravato e ai lati gli ingressi secondari e due oculi, mentre quello superiore è caratterizzato da una finestra e coronato dal timpano di forma triangolare.
Ad alcuni metri dalla parrocchiale sorge il campanile a base quadrata, la cui cella presenta su ogni lato una monofora a tutto sesto ed è coronata dalla cupola maiolicata in stile arabesco.

### Interno
L'interno dell'edificio è suddiviso in tre navate da pilastri abbelliti da lesene e sorreggenti degli archi a tutto sesto, sopra i quali corre la cornice modanata e aggettante su cui si impostano le volte a vela; al termine dell'aula si sviluppa il presbiterio, delimitato da balaustre, ospitante l'altare maggiore e chiuso dall'abside di forma semicircolare.
Qui sono conservate diverse opere di pregio, tra le quali gli stalli del coro, intagliati nel 1825, le due tele raffiguranti rispettivamente Sant'Elpidio che battezza i campani alla foce del Volturno e Sant'Elpidio mentre predica il Vangelo, attribuite a Domenico Mondo, la pala ritraente la Sacra Famiglia con sant'Elpidio, dipinta da Paolo di Maio, e gli affreschi che rappresentano i Quattro Evangelisti, realizzati da Salvatore Iannotta nel 1920.